# ジェームズ・ポール・ムーディ
ジェームズ・ポール・ムーディ（英語: James Paul Moody、1887年8月21日 - 1912年4月15日）は、タイタニック号の六等航海士。同船の沈没事故で犠牲となった唯一の下級航海士である。
イギリスに生まれた彼は航海士として一流の教育を受けた後、最初の頃はホワイト・スター・ライン社のオセアニック号に乗船していた。
タイタニック号が氷山と衝突した時、当直だったムーディは一等航海士のウィリアム・マクマスター・マードックとともにブリッジにいた。見張りから前方に氷山があるとの連絡を受けたのも彼である。衝突後は救命ボートへ乗客を誘導した。同僚は何度もボートへの乗船を誘ったが、彼は最後まで断り続けて船と運命を共にした。

## 生涯

### 前半生
ジェームズ・ポール・ムーディは1887年8月21日にイギリス・スカーブラで、事務弁護士だったジョン・ヘンリー・ムーディと妻のエヴリン・ルイス・ラミンとの間に4人目の子供として生まれた。ジェームズの名は、地元で有名だった祖父のジョン・ジェームズ・ポール・ムーディに因んでいる。ローズベリー・ハウス・スクールを経て、1902年から王立海軍の士官候補生として航海練習船コンウェイに乗船した。彼は1903年まで2年間コンウェイに従事したが、この経験は彼の二等航海士認定に必要な航海経験として加算されている。

### 経歴
1904年、ムーディはウィリアム・トーマス・ライン社所有の船舶であるブーディカに航海士見習いとして加わった。ニューヨークへの航海では、見習い仲間が自殺するほどの酷い嵐を最後まで耐え抜いた。
この航海の後に二等航海士となったムーディは蒸気船や貨物船、油槽船などの乗船経験を積み、一等航海士の資格を得る。1910年にはキング・エドワード7世航海学校へ短期入学し、通商委員会の試験に合格、航海士長となった。1911年8月、ホワイト・スター・ライン社の客船オセアニック号に六等航海士として乗船。1912年3月には客船タイタニック号の六等航海士に任命された。夏場は大西洋を航行するオセアニック号に乗る心づもりだった彼は、この人事に戸惑い、休暇を申請したが却下され、運命の船に乗船することとなった。

### タイタニック号

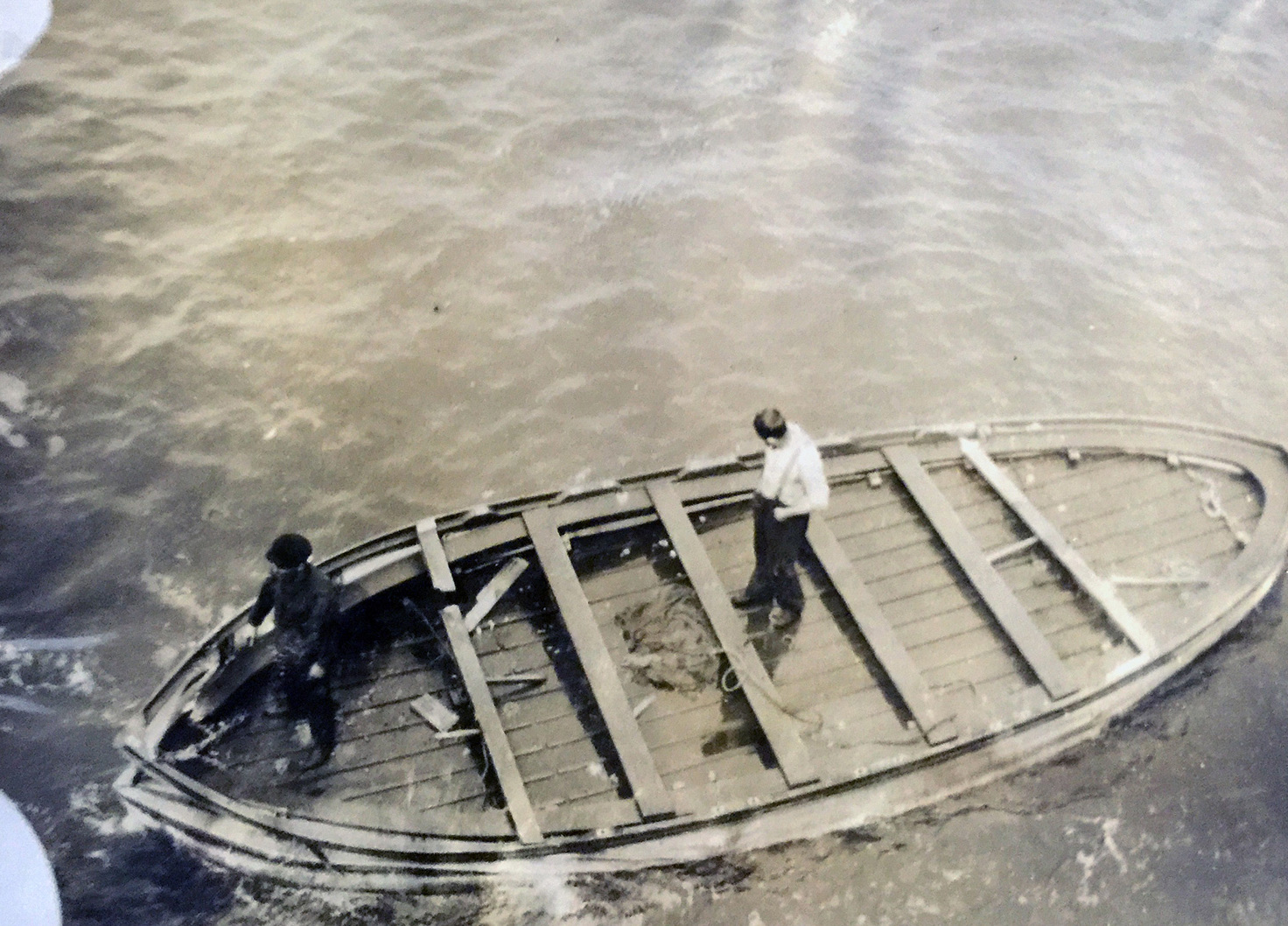
ムーディたちが最期まで展開しようとしていたA号ボート。沈没事故から約1ヵ月後、かつてムーディが乗船勤務していたオセアニック号によって発見された。

1912年3月、ムーディは他の下級航海士とともに、3月26日にリヴァプールのホワイト・スター・ライン社へ来るよう要請された。彼はそこからベルファストにあるハーランド・アンド・ウルフ社の造船所へ移動し、タイタニック号に乗船した。ベルファストを出港したタイタニック号はサウサンプトンに向かい、そこで多くの乗客を乗せた。彼の六等航海士としての月収は約37ドルほどだったが、その薄給の埋め合わせとして私用できる船室が割り当てられた。
タイタニック号の初航海日である4月10日、同船が安全基準を満たしていることを通商委員会に示すため、五等航海士のハロルド・ロウとともに右舷側の救命ボートを2艘下ろした。また、彼は乗船用のタラップを閉鎖する役目を担っていた可能性があり、遅刻した6名の乗員を締め出したことで結果的に彼らの命を救った。航海におけるムーディの当直は午後4時から5時と、朝夕の8時から12時までであり、タイタニック号が氷山と衝突した4月14日の午後11時40分、彼は一等航海士のマードック、四等航海士のジョセフ・ボックスホールと共にブリッジにいた。間もなく前方に氷山を発見した見張り係のフレデリック・フリートは鐘を3回鳴らし、ブリッジに電話を掛けた。その電話を受けたのがムーディである。「ああ、何が見える?」フリートは叫んだ。「前方に氷山だ!」
乗客の避難が始まると、ムーディは9号、12号、13号、14号、16号ボートへの移乗を指揮した。14号ボートへ乗客を誘導していた時、五等航海士のロウは航海士も救命ボートに乗り込むべきだと提案した。乗客を誘導中の14号ボートか16号ボートのどちらかに同乗し、指揮をとる必要があると考えたためである。ムーディはその役目をロウに譲り、自身は船に留まる覚悟を決めた。その決断が、彼の運命を決定付けた。ムーディは右舷に移動し、デッキに水がくるまで右舷側で指揮を執っていたマードックに手を貸し続けた。ムーディを最後に目撃したのはランプ係のサミュエル・ヘミングである。彼によれば、沈没の数分前まで折り畳み式の救命ボートA号を展開しようと悪戦苦闘していたという。右舷のマードックやムーディと同じく、左舷の折り畳み式ボートB号を展開していた二等航海士のチャールズ・ライトラーは、「ムーディは同時期に私の近くで立っていたに違いない。彼は右舷の船尾の上の方で折り畳み式ボートの後方を担い、マードックは吊り縄で作業していた。そうだとしたら、我々は共に海中へ引きずり込まれたのだ。」と最期の瞬間を振り返っている。
ムーディは24歳で命を落とした。彼の遺体はついに発見されず、下級航海士で唯一の犠牲者となった。
スカーブラのウッドランド墓地には彼の記念碑がある。碑文には、タイタニック号におけるムーディの行為を聖書の一節をとって「人がその友のために自分の命を捨てるという、これよりも大きな愛は誰にもない（ヨハネ15:13）」と記されている（参照：John 15:13）。
その他、彼の生まれた地やスカーブラの聖マーティン教会などでも顕彰がなされている。

## ムーディを演じた人物
- マイケル・ブライアント（英語版）（映画『SOSタイタニック 忘れえぬ夜』、1958年）
- エドワード・フレッチャー（映画『タイタニック』、1997年）
- ジョナサン・ハワード（テレビシリーズ・エピソード4『タイタニック 愛と偽りの航海（英語版）』、2012年）